# グリムロック
グリムロック（Grimlock）はハズブロとタカラ（現・タカラトミー）が展開するロボット玩具シリーズ、トランスフォーマーに登場する架空のキャラクター。

## G1
『戦え!超ロボット生命体トランスフォーマー』の第7話「ダイノボット誕生」から登場。英語版ではグレッグ・バーガー、日本語版では喜多川拓郎、『ザ☆ヘッドマスターズ』では佐藤正治が声を担当した。

### 性格・特徴
サイバトロンのダイノボット部隊の指揮官。ティラノサウルスに変形する。ロボットモード頭部は、目鼻口が付く他のダイノボットと違い、ゴーグル（他のダイノボットではスラッグだけは目がゴーグルになる）とマスクになっているのが特徴。
ホイルジャックの手により作られたトランスフォーマー。頭脳回路が小さいため、知能は低い。
性格は傲慢であり、力で相手を叩き潰すことを好み、自身を「世界最強のロボット」と豪語。恐竜こそが最強の生物と思っている。コンボイの命令を無視することもあるが、サイバトロンが窮地に陥った際には駆けつける場面もあり、スパイクやカーリーら地球人に助けられたことで、コンボイの指揮下に入る。『2010』以降も知能の低さは代わらずだが、幾分性格が丸くなり、命令にも従うようになった。また恐竜こそが最強の生き物と思っていたため、同じ恐竜のダイナザウラーを悔しく思っている。

### 能力・武器
飛行能力を有し、恐竜モードでは口から発射するビームや火炎放射の「レーザーファイヤー」を武器とする。
装備に関しては下記を参照。
二連スタナー・レーザー/ロケットランチャー
劇中で最も多用した、2本の銃身を持つレーザーガン。『G1』10話では2連装のロケットランチャーとして装備していた。
エネルギーソード
大ぶりの剣。設定によると、厚さ60cmのコンクリートすら切断できるとされる。
劇中での使用頻度は極めて低い。

### 活躍

#### 戦え！超ロボット生命体トランスフォーマー
第7話「ダイノボット誕生」にてスラージ、スラッグとともに製作。第8話にてスナール、スワープが増員。以後サイバトロン側の切り札的存在として基地の奥に待機している。
地球の恐竜に興味を持ったホイルジャックとラチェットの発案により製作。しかし起動した際に暴走、サイバトロンに危害を加えテレトラン1を破壊。コンボイからは処分を命じられるも、ホイルジャックの懇願によりエネルギーをカットし基地の奥に封印される。その後、水力発電所に現れたデストロンの前にコンボイたちは危機に瀕し、ホイルジャックはテレトラン1の修理の合間に製作したメモリーヘアバンドを装備させ、知能が上昇。出撃してデストロンを撃退する。コンボイからその価値を認められ、サイバトロンの一員となる。
第8話「謎の巨大隕石」では宇宙から飛来した隕石の見張りに付くが、サウンドウェーブのマインドスキャンにより「自分がコンボイより強い」と主張（メガトロンは「傲慢」と分析）。メガトロンに言葉巧みに唆され、コンボイを倒してリーダーになることを目論む。3人がかりでコンボイを叩きのめしたグリムロックだったが、安全回路が働き、コンボイへの止めを躊躇する。グリムロックはコンボイをメガトロンの元に連れて行く。メガトロンの命令で新たに誕生したスナール、スワープと戦うグリムロックたちだったが、隕石が爆発。隕石の近くにいたグリムロックはコンボイにより救われる。先に強さも見直していたが人柄に対する考えも改め、自分たちを見捨てたメガトロンを問い詰め、コンボイと和解する。
第16話「アトランティス浮上」ではスパイクたちとフットボールに興じていた。その後、ワシントンに現れたデストロンとアトランティスの王ナーギルの持つディスファンクションビームにより身動きが取れなくなったサイバトロンの救助に部隊を引き連れ出撃。メガトロンとも見合う中、グリムロックは銃を破壊しサイバトロンを開放。アトランティスでの戦いでは爆発により瓦礫に埋もれたスパイクを救い、アトランティスから脱出する。
第18話「対決!!ダイノボット PART I」、第19話「対決!!ダイノボット PART II」ではホイルジャックの命令により洗練されたところを見せようとするグリムロックだったが、他のダイノボットの乱入により、基地を破壊。エネルギーの制御ができるまで、バンブルらが発見した恐竜島「ダイノボット・アイランド」で訓練することになる。グリムロックは仲間たちに訓練を施すが、デストロンが島に上陸しエネルギーを狙う。グリムロックはダイノボットを率いて強襲するが、メガトロンに駆り立てられた本物の恐竜たちに追いつめられ、ダイノボットは崖下のタールの池に沈んでしまう。その後、デストロンのエネルギーの採掘により引き起こされた火山活動でタールの池が蒸発。グリムロックは島の恐竜たちを先導し、デストロンを襲撃。デストロンを撤退させる。訓練を完了し、作戦を立てる頭脳があることを証明したグリムロックたちは基地に帰還する。
第28話「ダイノボットの逃亡 PART I」「ダイノボットの逃亡 PART II」では空港に現れたデストロンを片付けたグリムロックたちだったが、ロボットモードに戻った隙をつかれ、メガトロンらの一斉攻撃により負傷。リペアがすんだ後も出撃を要請されるが、グリムロックらがこれを拒否し、自分たちが戦いたいときだけ戦うと言い残して基地を後にする。ところがトランスフォーマーの機能を維持するセイバートニウムが地球の大気に触れ続けたために劣化し、両軍は行動不能に陥る。サイバトロンで動けるのはセイバートニウムを持たないダイノボットのみであり、スパイクとカーリーがセイバートロン星からスペースブリッジを通りデストロンの元に送られてくるセイバートニウムを奪う作戦に協力することになるが、グリムロックはセイバートロン星に興味を持ち、スペースブリッジを通ってセイバートロン星に行く。
セイバートロン星に着いたダイノボットはデストロンのガードに襲われる。スワープを残してガードに捕まったグリムロックらはセイバートニウム鉱山に働かされていたが、カーリーの修理で回復。セイバートニウムを積んだスペースブリッジを占拠し、セイバートニウムを持ち帰る。その後、ダイノボットはコンボイの指揮下に入ることを承知した。
第67話「破滅の日 PART II」ではセイバートロン星大接近により地球に大地震と津波が襲う。ホイルジャックは津波を防ぐようにダイノボットに懇願、グリムロックは地球がどうなっても自分に関係ないと一度拒絶するが、自分たちが滅びることまで考えておらず、仕方なく承諾し、食い止めることに成功する。

#### トランスフォーマー ザ・ムービー
コンボイの命令により対デバスター戦に投入。グリムロックは一番に攻撃を仕掛けるが、他のダイノボット共々苦戦を強いられる。
ユニクロン討伐に向かう際、ユニクロンにより強化改造されたガルバトロン率いるデストロンが襲撃。グリムロックはシャトルに乗ろうとせずデストロンと戦おうとしていたが、ホットロディマス、チャー、他のダイノボットと共にシャトルに搭乗する。なおもデストロンの戦艦が追ってきて、サイクロナスの攻撃により惑星クインテッサへ不時着。ダイノボットはロディマスたちとはぐれ、別の地点に落下。彼らを探して彷徨う中、サバイバリストのウィーリーと遭遇。ウィーリーの口の悪さにより、一度は喧嘩になるが、ロディマスらの居場所を知ると話すウィーリーに懐柔し喧嘩をやめる。ロディマスとチャーは惑星の支配者であるクインテッサ星人の下僕・シャークトロンに襲われていたが、グリムロックは彼らを力で従わせ、クインテッサを撤退させる。ロディマス曰く「君たち悪ガキと付き合ってこんなに嬉しいのは初めて」。一向はシャトルで惑星ジャンキオンへ向かい、ウルトラマグナスたちと合流する。
ユニクロン戦では外部からユニクロンを蹴って攻撃するが、握り潰されそうになり撤退する。

#### 戦え！超ロボット生命体トランスフォーマー2010
第1話「新たなる戦い」より登場。普段はセイバートロン星にて生活しており、手伝い程度に雑務なども行っている。声のエフェクトが無くなり、恐竜モードで生活することが多くなった。
第1話にてスパイクたちの誘拐はデストロンの仕業と考えるロディマスコンボイに同行し、惑星ジャールに向かう。エネルゴン欠乏に喘ぐデストロンを笑って気付かれてしまう。サイクロナスに撃たれて死んだかに見えたロディマスコンボイを見て死ねばマトリクスが出てくる筈と言った。
第12話「不思議の国のダニエル」ではダニエルと共に異次元の魔法世界メノニアに迷い混む。そこの統治者ゴールデン・ワンを幽閉してその愛弟子に成り代わっていたクインテッサ星人、マラ・アルタに騙され、用心棒を務める。ロボットモードにもなってメノニアの民に応戦していた。サイバトロンのおかげで解放されたゴールデン・ワンがマラ・アルタを倒して元の世界に戻ると、ユニークな発言をして場を和ませていた。
第25話「グリムロックの新しい頭脳」では電気ショックで天才となる。他のダイノボットは変わりようを見て嫌っていた。先にデストロンが陰謀に使ったアンチエレクトロンの替えを求めてユニクロンの首に来ると予測する。先回りして、今なお危険なそこでテックボットを誕生させる。思ったとおり現れたデストロンが従える新戦力、野蛮な上合体してオボミナスとなるテラートロンに対抗するためにテックボットをコンピューティコンに合体させてから脳波転送デバイスで知能を移して元に戻る。
ラストでサイバトロンが勝利と頼もしい仲間の誕生に喜ぶ中、他のダイノボットと共に魚獲りをして満足していた。
第26話「原始の呼び声」ではユニクロンの製作者のプリマクロンが新たに創造したエネルギー生命体、トルネドロンに対抗するためにプリマクロンの元助手のオラクルに両軍の他の野獣トランスフォーマーと共に呼ばれる。トルネドロンの猛威の前に全滅したかに思えたが、最初にダイナザウラーの下敷きになっていたため一人ことなきを得る。自らもトルネドロンの反逆に遭ったプリマクロンの下に行き、逆転スイッチを入れるとトルネドロンの吸ったエネルギーは元の場所に戻り、宇宙は救われた。逆転スイッチと知っていてやったわけではないが、プリマクロンが「単純なだけに素晴らしい」と喜ぶと同意して、英雄気分になっていた。

#### トランスフォーマー ザ☆ヘッドマスターズ
第1話「空から来た四人の戦士」、第2話「マスター星の謎」のみ登場。セイバートロン星を襲撃したデストロンヘッドマスターズ相手に出撃するが、ワイプの催眠術により眠らされてしまう。

#### 戦え!超ロボット生命体トランスフォーマー ザ☆コミックス
テレビマガジンで連載されたコミックでは第3作目『トランスフォーマー大戦争』の第2話のみ登場。同話にはコンピューティコンも登場するが、本作品でも彼らを作ったかは不明。
第2話冒頭でテックボットの合体したコンピューティコンの強さに歓喜していた。

### 玩具
元の玩具は『ダイアクロン』・恐竜ロボ1 ティラノサウルス。『トランスフォーマー』では、1985年8月に「26」のナンバーを与えられ『2010』の放映が終了する時期まで販売。10月にはサウンドウェーブ、フレンジーおよびカセットドラマが同梱された「VSY」も発売されている。
『合体大作戦』の時期にはロボットポイント通販商品として海外パッケージで発売されている。
恐竜ロボ時代から開発に携わった大野光仁は自宅の玄関に飾っている。またタカラトミーのデザイナー小林弘典は好きな玩具と公言しており、当時の玩具を改造していたほどだという。
『トランスフォーマー マスターピース』では2009年3月に「MP-08」のナンバーを与えられて発売。アニメ版に近いプロポーションになり、『2010』の第12話に登場したウェイターモードも再現可能。

#### その他の玩具
サイバトロン戦士9セット
セブンより発売された塩ビ人形セットに付属。
スーパーコレクションフィギュア トランスフォーマー ジェネレーション1
彩色済みコレクションフィギュア。ACT-2「2010編」にラインナップ。全6種類＋シークレット2種類。クリアー版も存在。脳波転送デバイスが付属している。
MYCLONE AS-3 TRANSFORMERS#2
ブロックタイプのディフォルメフィギュア。シリーズ第2弾にラインナップ。ナンバーは「MTF011」。
トランスフォーマーG1
カバヤより発売。モノクロのボトルキャップフィギュア。全12種類+シークレット2種類。ナンバーは「C-5」。
トランスフォーマー ロボットヒーローズ
ディフォルメタイプのフィギュア。
トランスフォーマー デヴァイスレーベル
実用可能な光学式マウスから変形。東芝とタカラトミーが共同開発。

## G-2
1993年に展開したG-2でもダイノボット軍団は再登場する。
スラージとスワープは欠いたものの、リーダーであるグリムロックはスラッグ、スナールと共に出演。グリムロックは従来品の再発売で、カラーがブルーとなった。
日本では展開されず、未発売（スラッグ、スナールも）。

## ビーストウォーズ
『ビーストウォーズ』では、映像未登場でかつ、海外展開のみでマクシマルズ（サイバトロン）のグリムロック（Grimlock）が登場。トイ付属のテックスペックでは「かつてグリムロックはオートボットの戦列の要として勇名を馳せた。（中略）獰猛なヴェロキラプトルへと姿を変えたグリムロックは…」と表記してあり、同一人物であることがうかがえる。
日本未発売の玩具はダイノボットの色替え品で、白いラプターとなった。

## 変形!ヘンケイ!トランスフォーマー
海外の玩具展開『Transformers Classics』にて発売されたものの塗装変更品。G1同様ティラノサウルスに変形するが、近年の学説により尻尾を引きずらないスタイルに変更。『ヘンケイ』版ではメッキが施されている。2008年3月13日に「C-03」のナンバーを与えられて発売された。サイズは海外版の基準でクラシックデラックス（CLASSIC DELUXE）。開発担当は江島多規男。
玩具パッケージのコピーやコミック展開では、性格・口調はG1グリムロックと同じものになっている。

## トランスフォーマー アニメイテッド
初登場は第8話「ダイノボット誕生!」。ダイノボットアイランドで暮らしている。知能は低く、オートボットとはあまり協力しない。声は『ビーストウォーズ』でダイノボットを演じた藤原啓治。
詳細はチーム・ダイノボットを参照

### 玩具（アニメイテッド）
2010年5月22日に「TA-17」のナンバーを与えられて発売。サイズは海外版の基準でボイジャー（VOYAGER）。開発担当は蓮井章悟、アクティベイター版は江島多規男。
10月2日に海外版のアクティベイター版がバンブルビー、アイアンハイド、スタースクリームとのセット箱「アニメイテッドスーパーコレクションvol.2」で発売。

## トランスフォーマー プライム
アニメ作品には登場しないが、設定を共有するとされる一連の作品に登場する。また本作品では地球生まれのトランスフォーマーでは無く、純粋なサイバトロニアン（Cybertronian）である。
『Transformers: Fall of Cybertron』ではサイバトロン星にて電撃同盟（Lightning Strike Coalition）を率いるリーダーであったが、ショックウェーブにチームごと捕まり、未知の惑星の生物に改造されてしまった。その結果、身体能力の向上をもたらしたが、知能が低下したうえに、制御できない怒りに襲われるようになった。その後、拘束器具からの脱走に成功し、電撃同盟の一部のメンバー（スラッグ、スナール、スワープ）と合流。重傷を負ったスナールを治療する際、ショックウェーブのスペースブリッジ計画を察知し、単身ショックウェーブの元へ向かい計画の打破に成功するが、不安定化したスペースブリッジの爆発に巻き込まれ生死不明となった。
『Transformers Prime: Rage of the Dinobots』ではスペースブリッジの爆発から生き延びていたことが判明する。

### 玩具（プライム）
海外の玩具展開『Transformers Generations』にて発売されたものの塗装変更品。『Transformers: Fall of Cybertron』での姿を再現しており、G1同様ティラノサウルスに変形する。国内版ではメタリック塗装がなされている。2013年6月29日に「TG-19」のナンバーを与えられて発売。サイズは海外版の基準でボイジャー（VOYAGER）。

## 実写映画版
『トランスフォーマー/ロストエイジ』にて初登場する。
「伝説の騎士たち」と謳われるトランスフォーマー集団『ダイナボット/Dinobots』のリーダーで、ドラゴンを彷彿とさせる角を生やしたティラノサウルスに変形する。騎士を彷彿とさせる姿をしており、これまでのシリーズと異なりゴーグルやマスクはない。また言葉を話す描写もなく、恐竜のように唸り声を上げる。プライドは高いものの、強者と認めた者には素直に協力する。
劇中では明確な出自は描かれなかったが、謎の有機生命体「創造主」たちによって引き起こされた恐竜大絶滅との関連が示唆されている。
バウンティハンター・ロックダウンに捕縛され、彼の監獄船に仲間のスコーン・スラッグ・ストレイフとともに幽閉されていたが、同じように捕縛されたオプティマス・プライムを救出しに来たオートボットたちによって、宇宙船ごと救出された。その後、香港でKSIリーダーであるジョシュアから有機生命体を金属化する「シード（Seed）」を受け取ろうとした宇宙船がディセプティコンの襲撃によって付近のジャングルに墜落し、約50体ものディセプティコンと戦うには援軍が必要と考えたオプティマスによって檻から解放された。力試しとしてオプティマスとの決闘の末に敗れ、自分たちの自由を条件に協力を誓った。オプティマスを背に乗せ、香港で暴れまわっていたディセプティコンたちを蹴散らし、戦局を逆転させた。オプティマスがロックダウンとの一騎討ちに向かった後は、クロスヘアーズや他のダイナボットとともに、橋でディセプティコンたちのさらなる侵攻を防いだ。戦闘が終結した後は約束通り自由を得て、仲間たちとともに立ち去っていった。
数年後を描いた『トランスフォーマー/最後の騎士王』でも引き続いて登場。
オートボットの保護によって政府から追われる身となったケイド・イェーガーが暮らすサウスダコタ州バッドランズにて、スラッグやミニダイノボットたちと共に匿われることになる。
近所のパトカーを盗み食いしてケイドに叱られるなど愛嬌ある姿を見せるが、ディセプティコンと対トランスフォーマー部隊「TRF」の襲撃時は地下からの奇襲で部隊を壊滅させたり、ドレッドボットを倒すなどの活躍を見せた。

### 能力・武器
恐竜モードでは、敵を噛み砕いたり尾で貫いたり、口から火を吐いて焼き払った。
ロボットモードでは巨大なメイス「ドラゴントゥースメイス」を主要武器とする。また、拳をモーニングスターに変形させることもできる。

### 玩具（実写映画版）
2014年5月に「AD-03」のナンバーを与えられたボイジャークラスが、同年7月に「AD-20」のナンバーを与えられたリーダークラスの「ブラックナイトグリムロック」が発売された。
変形パターン・ドラゴントゥースメイスの形状はそれぞれ異なり、カラーリングもブラックナイトグリムロックの方が劇中に近いものとなっている。ボイジャークラスは本作品のLoppi限定前売り券の特典として頒布されたG1カラーVer.と、パシフィコ横浜にて2014年8月9日から8月17日に開催された「トランスフォーマー博」の限定アイテムとして「ネメシスグリムロック」が発売された。
ボイジャークラスは後に、2017年3月にムービー・ザ・ベストシリーズの「MB-09 ダイノライドグリムロック&オプティマスプライム」、同年4月に最後の騎士王シリーズの「TLK-05」がカラーリングを変更されて発売された。MB-09は劇中に近いカラーリングとなり、ビーストモードの際の背中にオプティマス・プライムのミニフィギュアを騎乗されることができる。
2018年4月にはスタジオシリーズより、「SS-07」のナンバーを与えられた新規造形のリーダークラスが発売された。過去に発売された玩具よりさらに劇中に近いデザインとなっており、ドラゴントゥースメイスが付属しない代わりに右腕がモーニングスターに変形する仕組みとなっている。